# Мерзенна вісімка
«Мерзенна вісімка» (англ. The Hateful Eight; іноді стилізовано як The H8ful Eight) — американський фільм-вестерн режисера та сценариста Квентіна Тарантіно. У головних ролях — Семюел Лірой Джексон, Курт Расселл, Дженніфер Джейсон Лі, Волтон Гоггінс, Тім Рот, Деміан Бічір, Майкл Медсен і Брюс Дерн.
Дія фільму розгортається у Вайомінгу через кілька років після Громадянської війни. Восьмеро жителів Заходу, які шукають притулку під час снігової бурі, опиняються в крамниці, хазяї якої зникли. Їм доведеться провести там кілька днів, поки буря не вщухне, а тим часом хтось із них — спільник засудженої до страти злочинниці, котрий може будь-якої миті завдати удару. З'ясувати, хто це, стає неабияким завданням, адже кожен з присутніх має що приховувати.
Розробка фільму була анонсована Тарантіно у листопаді 2013 року. Однак, після того, як сценарій був злитий у мережу в січні 2014 року, режисер вирішив скасувати проєкт і опублікувати сценарій як роман замість цього. Та після того, як Тарантіно провів читку сценарію перед публікою у театрі United Artists в Лос-Анджелесі, режисер сказав, що він заспокоївся і все ж буде знімати «Мерзенну вісімку». Фільмування почалось 23 січня 2015 року в Теллурайді, штат Колорадо. Прем'єра фільму відбулася 25 грудня 2015 року в обмеженому прокаті США та Канади, а в Україні — 14 січня 2016 року.

## Сюжет
У горах Вайомінгу 1870 року мисливець за головами Джон Рут везе в орендованому диліжансі зі своїм кучером О. Б. засуджену до страти Дейзі Домерга. Прямуючи в містечко Ред-Рок, він зустрічає ще одного мисливця за головами, темношкірого відставного майора північників Маркіза Воррена, котрий втратив свого коня. Той віз в Ред-Рок трьох убитих бандитів. Джон упізнає Маркуіса і погоджується підвезти, хоча й не довіряє йому. Дейзі обурюється, що буде їхати з «ніґґером», але Джон за це б'є її, а потім іще кілька разів за різні слова, що його дратують.
Насувається снігова буря, і на дорозі з'являється молодий південець Кріс Меннікс, молодший син відомого бандита. Кріс представляється як новий шериф Ред-Рока, він упізнає мисливців за головами, а ті його. Джон не вірить, що Кріс дійсно шериф, та все ж погоджується підвезти і його, щоби не мати проблем із законом.
Подорожні знаходять притулок у крамниці Мінні. Аби вберегтися від буревію, вони забивають двері цвяхами (впродовж фільму ці двері неодноразово відчиняють і забивають заново). Всередині виявляється троє відвідувачів, які теж ховаються від морозу — колишній генерал Конфедерації Сенфорд Смізерс, ковбой Джо Гейдж і кат Освальдо Мобрей, а також слуга відсутніх хазяїв, мексиканець Боб. Саме Освальдо повинен стратити Дейзі та вбивцю попереднього шерифа Ред-Рока, на місце якого був призначений Кріс. Підозрюючи всіх у нечесності, Джон забирає в них зброю.
Джон каже, що хтось із присутніх — напевне спільник Дейзі, котрий задумав її звільнити, убивши Джона. Дейзі підігрує йому і визнає це. Бажаючи виявити змовника, Джон планує спровокувати його на напад раніше, ніж Джона здолає сон. Потім він посилає О. Б. винести відро зі зброєю в нужник надворі, через що кучер ледве не замерзає на смерть.
В ході розмови виявляється, що генерал Смізерс і майор Воррен билися на різних сторонах і обоє — воєнні злочинці. Кріс згадує про листування Маркіза з президентом Авраамом Лінкольном. Той зізнається, що це фальшивка, а потім пояснює, що тільки вигадка про листування з президентом спонукала білих бачити в ньому рівного.
За вечерею, однак, усі миряться і мир триває, допоки Маркіз не згадує загиблого сина Сенфорда. Генерал не знає, як саме загинув його син, тож просить Маркіза розповісти. Глузуючи, Маркіз розповідає, як той юнак вирушив у гори, намагаючись його зловити й отримати за нього нагороду. Але Маркіз зумів перемогти його, змусив роздягнутися та лишив помирати на морозі. Потім він пообіцяв дати юнакові ковдру, якщо той задовільнить його орально, але потім усе одно вбив. Маркіз зауважує, що Сенфорд тепер змушений сидіти під одним дахом з убивцею сина. Розлючений генерал хапає залишений Маркізом револьвер, але Маркіз вихоплює інший револьвер і стріляє в Сенфорда. О. Б. і Джо Гейдж виносять труп надвір.
Тим часом Дейзі бачить, як хтось підливає в каву отруту. О. Б. і Джон випивають отруєну каву, і їх починає рвати кров'ю. Кріс ледь не випиває тієї ж кави, та Джон встигає його попередити. Дейзі глузує з Джона, відбирає в нього револьвер і застрелює. Маркіз, погрожуючи власним револьвером, забирає в Дейзі зброю, а решті наказує вишикуватися вздовж стіни.
Взявшись за розслідування, Маркіз припускає, що Кріс невинний, бо збирався випити отруєну каву, та довіряє йому револьвер. Боб переконує, що грав на піаніно в той час, коли підлили отруту. Маркіз натомість звинувачує Боба у вбивстві хазяїв крамниці, про що свідчить кривава пляма на спинці крісла. Не сумніваючись у своїх висновках, Маркіз убиває Боба. Потім він погрожує силоміць напоїти Дейзі отруєною кавою, якщо вона не зізнається хто отруйник. Джо заявляє, що це був він. Кріс, який з самого початку підозрював його, хоче вбити Джо. Та несподівано хтось іще стріляє з підвалу та влучає Маркізу в пах. Освальдо дістає прихований револьвер і пострілом ранить Кріса, але той влучає йому в живіт.
Дія переноситься в ранок, коли бандити Боб, Освальдо, Гейдж і їх ватажок Джоді Домерга, брат Дейзі, прибувають до крамниці. Вони вбивають всіх, крім Смізерса, щоб звільнити Дейзі. Смізерса вони залишають живим, аби їхня компанія виглядала менш підозрілою. Генерал погоджується сидіти тихо, тоді Джоді спускається в підвал і чекає там прибуття жертв.
Маркіз і Кріс здогадуються, що в підвалі сидить спільник Дейзі. Погрожуючи вбити її, вони змушують Джоді вилізти, а потім Маркіз застрелює його, хоча той був готовий здатися. Беззбройна Дейзі пропонує Крісу угоду — він повинен убити Маркіза, інакше інші її спільники влаштують різанину в Ред-Році. Маркіз стріляє в Освальдо, скориставшись чим, Гейдж намагається вбити Маркіза і Кріса. Але обоє реагують швидше і розстрілюють Гейджа. Коли Маркіз збирається вистрілити в Дейзі, в нього закінчуються набої.
Кріс відмовляється відпустити Дейзі, але падає без тями. Дейзі хапає мачете й відрубує руку від трупа Джона, до якого була прикута. Потім вона намагається взяти револьвер Гейджа, та Кріс отямлюється. Маркіз каже, що застрелити її замало, і радить повісити. Кріс і Маркіз, попри рани, накидають на шию Дейзі зашморг і вішають на кроквах. Кріс виголошує вирок і присвячує цю страту пам'яті Джона. Потім він просить у Маркіза лист від Лінкольна, де президент хвалить свого темношкірого товариша. Він читає листа в голос і викидає. Стікаючі кров'ю Кріс і Маркіз лишаються помирати в крамниці.

## У ролях
- Семюел Лірой Джексон — майор Маркус «Мисливець за головами» Воррен
- Курт Расселл — Джон «Вішатель» Рут
- Дженніфер Джейсон Лі — ув'язнена Дейзі Домергʼю
- Волтон Гоггінс — Кріс «Шериф» Меннікс
- Тім Рот — Освальдо «Кат» Мобре/Піт Гікокс
- Деміан Бічір — «Марко Мексиканець» Боб
- Майкл Медсен — Джо «Пастух» Гейдж/Грауч Даглас
- Брюс Дерн — генерал Сенфорд «Конфедерат» Смізерс
- Ченнінг Татум — Джоді Домінгре
- Джеймс Паркс[en] — О. Б. Джексон
- Дена Ґур'є[en] — Мінні
- Зої Белл — «Шість коней» Джуді
- Джин Джонс[en] — «Милий Дейв»
- Кіт Джефферсон — Чарлі
- Лі Горслі[en] — Ед
- Крейг Старк — Честер Чарльз Смізерс
- Белінда Овіно — Джемма

## Виробництво

### Написання сценарію

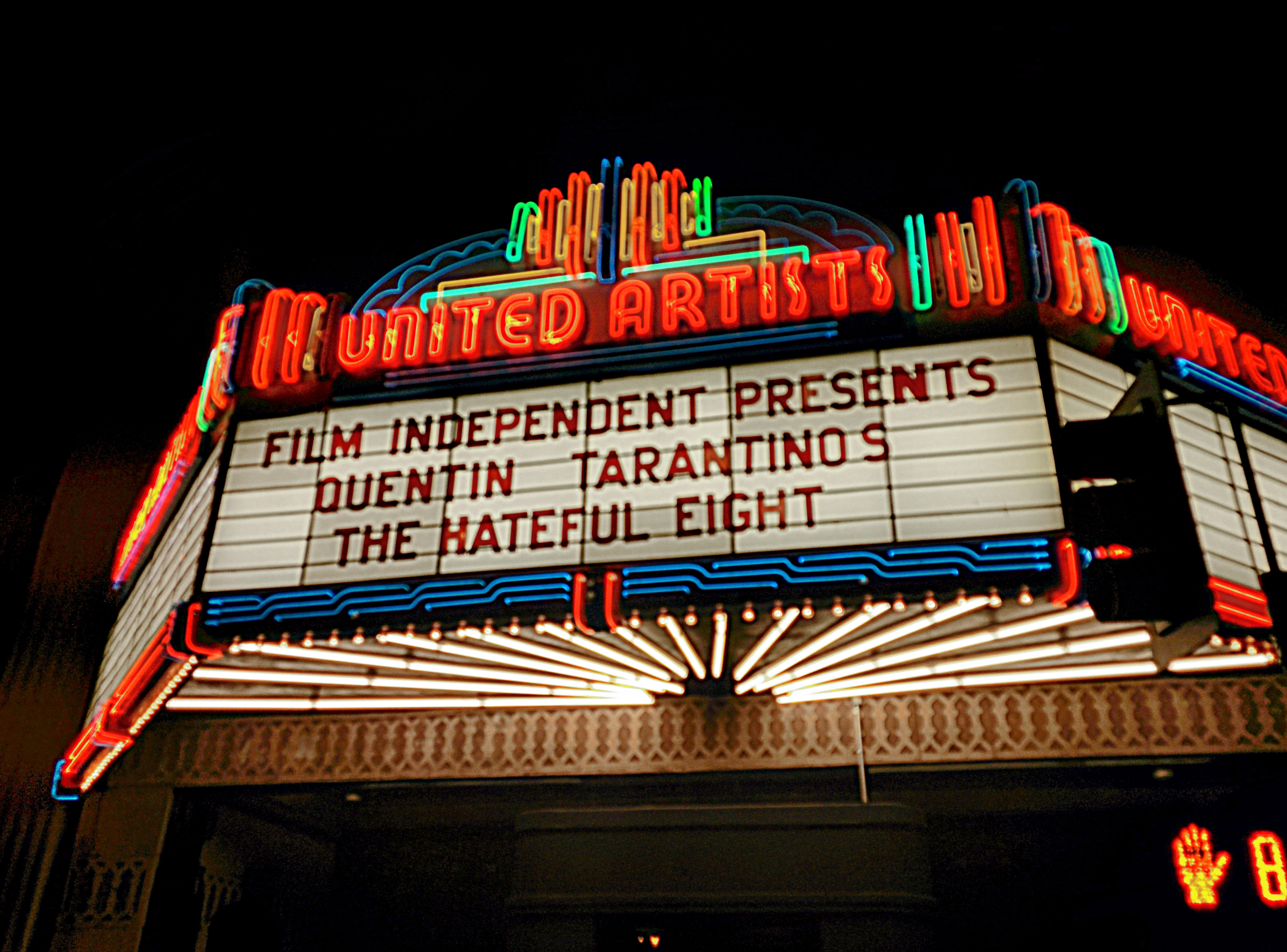
Живе читання сценарію «Мерзенної вісімки» у театрі Ace Hotel Los Angeles, як частина серії «Live Read» LACMA 19 квітня 2014 року.

У листопаді 2013 року Тарантіно повідомив, що він працює над новим фільмом, який також буде вестерном. Режисер заявив, що новий проєкт не є продовженням фільму «Джанґо вільний». 12 січня 2014 року була оголошена назва вестерну — «Мерзенна вісімка». Виробництво вестерну повинно було початись влітку 2014 року, але через те, що сценарій попав у мережу в січні 2014 Тарантіно вирішив скасувати проєкт і опублікувати сценарій як роман замість цього. Він стверджував, що дав сценарій тільки трьом довіреним акторам, включаючи Брюса Дерна, Тіма Рота та Майкла Медсена.
19 квітня Тарантіно провів читку злитого у мережу сценарію перед публікою в театрі United Artists будівлі Ace Hotel Los Angeles. Подія була організована Film Independent У музеї мистецтв округу Лос-Анджелес, як частина серії «Живих читань», і була представлена Елвісом Мітчеллом. Тарантіно пояснив, що вони читали перший варіант сценарію, і він додав, що він написав ще два нових з іншим кінцем. У цьому заході узяли участь такі актори, як Семюел Лірой Джексон, Курт Расселл, Ембер Темблін, Джеймс Паркс, Волтон Гоггінс, Зої Белл, Джеймс Ремар та Дана Гурьє, ще трьом акторам він дав сценарій у руки, до того як він був злитий у мережу — Брюсу Дерну, Тіму Роту та Майклу Медсену.

### Пре-продакшн
28 травня 2014 року Тарантіно заявив, що він заспокоївся і збирається знімати «Мерзенну вісімку» в листопаді у Вайомінгу з усіма акторами, з якими він проводив читку сценарію, і що датою релізу, можливо, буде 2015 рік. На San Diego Comic-Con International-2014 Тарантіно офіційно підтвердив виробництво фільму і сказав, що він працює над третім варіантом сценарію фільму. 30 липня 2014 року показали постер фільму. 14 серпня Slash Film підтвердив трейлер-дражнилку тривалістю в одну хвилину і сорок секунд, який демонструвався перед показом стрічки «Місто гріхів 2: Жінка, заради якої варто вбивати» 22 серпня. Наприкінці серпня 2014 року Дженніфер Лоуренс вела переговори щодо участі у фільмі. 23 вересня 2014 року було розкрито, що актор Вігго Мортенсен просив у Тарантіно роль у його фільмі. 9 жовтня Дженніфер Джейсон Лі приєдналася до акторського складу, щоб зіграти роль Дейзі Домерг. 5 листопада було оголошено, що Ченнінг Татум розглядається на одну із головних ролей. Пізніше того ж дня The Weinstein Company підтвердила склад акторів у пресрелізі, який включав Семюела Ліроя Джексона, Курта Расселла, Дженніфер Джейсон Лі, Волтона Гоггінса, Тіма Рота, Деміана Бічіра, Майкла Медсена та Брюса Дерна. Участь Татума також була підтверджена. 23 січня 2015 року TWC оголосила другорядний акторський склад, включаючи Джеймса Паркса, Дану Гурьє, Зої Белл, Джина Джонса, Кіта Джефферсона, Лі Горслі, Крейга Старка та Белінду Овіно.

### Фільмування
Фільмування повинно було розпочатись у листопаді 2014 року, але були перенесені на початок 2015. У вересні було повідомлено, що фільмування почнеться у січні 2015 року. 26 вересня 2014 року The Denver Post повідомила про те, що штат Колорадо профінансує стрічку на 5 000 000 $, тому увесь фільм буде зніматись на північному заході Колорадо. Для виробництва фільму знімальній команді було надано ранчо у 900 акрів (близько 360 га). 16 жовтня пройшло засідання комісії з планування округу для прийняття дозволу на побудування тимчасової декорації. За повідомленням Основне фільмування почалися 8 грудня 2014 року у Колорадо на ранчо Шмід, яке знаходиться біля гірської стежки Вілсон Меса в 10 милях на захід від Теллурайду, але пізніше The Weinstein Company офіційно оголосила, що фільмування почалися 23 січня 2015 року.

### Операторська робота
Оператор Роберт Річардсон, який працював з Тарантіно над стрічками «Вбити Білла», «Безславні виродки» та «Джанґо вільний», буде знімати «Мерзенну вісімку» на 70-мм кіноплівку, використовуючи камеру Ultra Panavision 70. Це буде найширший реліз з 70-мм кіноплівкою з часів стрічки «Далека країна» Рона Говарда 1992 року. Як було оголошено, фільм буде демонструватись з анаморфованим об'єктивом CinemaScope з співвідношення сторін 2.76: 1, ультрашироким співвідношенням сторін, яке використовувалось в декількох фільмах 1950-х та 60-х, в такому, як «Цей шалений, шалений, шалений, шалений світ» 1963 року.

## Випуск

### Дистрибуція
3 вересня 2014 року The Weinstein Company (TWC) придбала права на розповсюдження фільму на міжнародному ринку восени 2015 року. 9 лютого 2015 року The Hollywood Reporter з'ясувала, що TWC буде займатись міжнародним продажем стрічки, але Тарантіно уклав угоду так, щоб він особисто затверджував покупців стрічки. Фільм буде показано в обмеженому прокаті у 70 мм форматі 25 грудня 2015 року, перш ніж він буде випущений в цифрових кінотеатрах 8 січня 2016 року.

## Визнання
| Нагороди та номінації фільму «Мерзенна вісімка» | Нагороди та номінації фільму «Мерзенна вісімка»    | Нагороди та номінації фільму «Мерзенна вісімка» | Нагороди та номінації фільму «Мерзенна вісімка» | Нагороди та номінації фільму «Мерзенна вісімка» | Нагороди та номінації фільму «Мерзенна вісімка» |
| Рік                                             | Нагорода                                           | Категорія                                       | Номінант                                        | Результат                                       | Дж                                              |
| ----------------------------------------------- | -------------------------------------------------- | ----------------------------------------------- | ----------------------------------------------- | ----------------------------------------------- | ----------------------------------------------- |
| 2016                                            | 73-тя церемонія вручення нагороди «Золотий глобус» | Найкраща акторка другого плану                  | Дженніфер Джейсон Лі                            | Номінація                                       | [ 30 ]                                          |
| 2016                                            | 73-тя церемонія вручення нагороди «Золотий глобус» | Найкращий сценарій                              | Квентін Тарантіно                               | Перемога                                        | [ 30 ]                                          |
| 2016                                            | 73-тя церемонія вручення нагороди «Золотий глобус» | Найкраща музика                                 | Енніо Морріконе                                 | Перемога                                        | [ 30 ]                                          |
| 2016                                            | 69-та церемонія вручення нагороди БАФТА            | Найкраща жіноча роль другого плану              | Дженніфер Джейсон Лі                            | Номінація                                       | [ 31 ] [ 32 ]                                   |
| 2016                                            | 69-та церемонія вручення нагороди БАФТА            | Найкращий оригінальний сценарій                 | Квентін Тарантіно                               | Номінація                                       | [ 31 ] [ 32 ]                                   |
| 2016                                            | 69-та церемонія вручення нагороди БАФТА            | Найкраща музика до фільму                       | Енніо Морріконе                                 | Перемога                                        | [ 31 ] [ 32 ]                                   |
| 2016                                            | 88-ма церемонія вручення нагороди «Оскар»          | Найкраща акторка другого плану                  | Дженніфер Джейсон Лі                            | Номінація                                       | [ 33 ] [ 34 ]                                   |
| 2016                                            | 88-ма церемонія вручення нагороди «Оскар»          | Найкраща музика до фільму                       | Енніо Морріконе                                 | Перемога                                        | [ 33 ] [ 34 ]                                   |
| 2016                                            | 88-ма церемонія вручення нагороди «Оскар»          | Найкращий оператор                              | Роберт Річардсон                                | Номінація                                       | [ 33 ] [ 34 ]                                   |